# Нэгиси, Такаси
Такаси Нэгиси (яп. 根岸 隆 Нэгиси Такаси; род. 2 апреля 1933) — японский экономист, известный специалист в области истории экономических учений. Президент Японской экономической ассоциации (1985—86) и Эконометрического общества (1994).
Окончил экономический факультет Токийского университета в 1956 году, там же получил степень доктора экономики в 1963 году. Работает в университете Аояма Гакуин (Токио).

## Награды
- 1973 — Премия «Никкэй» за лучшую книгу по экономике[яп.]
- 1993 — Премия Японской академии наук
- 2002 — звание Человека культуры Японии[англ.]
- 2014 — Орден Культуры

## Основные произведения
- «Микроэкономическая основа кейнсианской макроэкономики» (Microeconomic Foundations of Keynesian Macroeconomics, 1979);
- «Экономические теории в невальрасианской традиции» (Economic Theories in a Non-Walrasian Tradition, 1985);
- History of Economic Thought, 1989.
  - Такаши Негиши История экономической теории / Пер. с англ. под ред. Л. Л. Любимова, В. С. Автономова. — М. : АО «Аспект-пресс», 1995. — 461, [1] с. : ил. — (Учебники по экономике. Высший уровень) — ISBN 5-86318-103-6